# Cylindropuntia leptocaulis
Cylindropuntia leptocaulis, conocida comúnmente como tasajillo, es una especie de planta suculenta perteneciente al género Cylindropuntia, dentro de la familia Cactaceae. Se distribuye desde el su de Estados Unidos hasta México. Además ha sido introducida en España y en Sudáfrica, donde se le considera una especie invasora. 

## Descripción
Cylindropuntia leptocaulis es una especie de cactus delgado que crece como un arbusto o pequeño árbol densamente ramificado, alcanzando alturas de 0,2 a 2 m. A veces desarrolla un tronco corto de 5 a 8 cm de diámetro, con la epidermis de color verde opaco y con manchas más oscuras debajo de las areolas. Las ramas son ascendentes, muy delgadas y articuladas. Están formadas por segmentos que tienen el tamaño y la forma de un lápiz, y se desprenden con facilidad. Cada uno de ellos mide de 2 a 8 cm de largo, de 0,3 a 0,65 cm de diámetro y suelen ser alternos. Su forma es cilíndrica y tienen la epidermis de color verde grisáceo a violáceo. Presentan tubérculos lineales semejantes a arrugas alargas y costillas de 1,1 a 3 cm de largo. Su raíz es es tuberosa y aparece moderadamente engrosada.

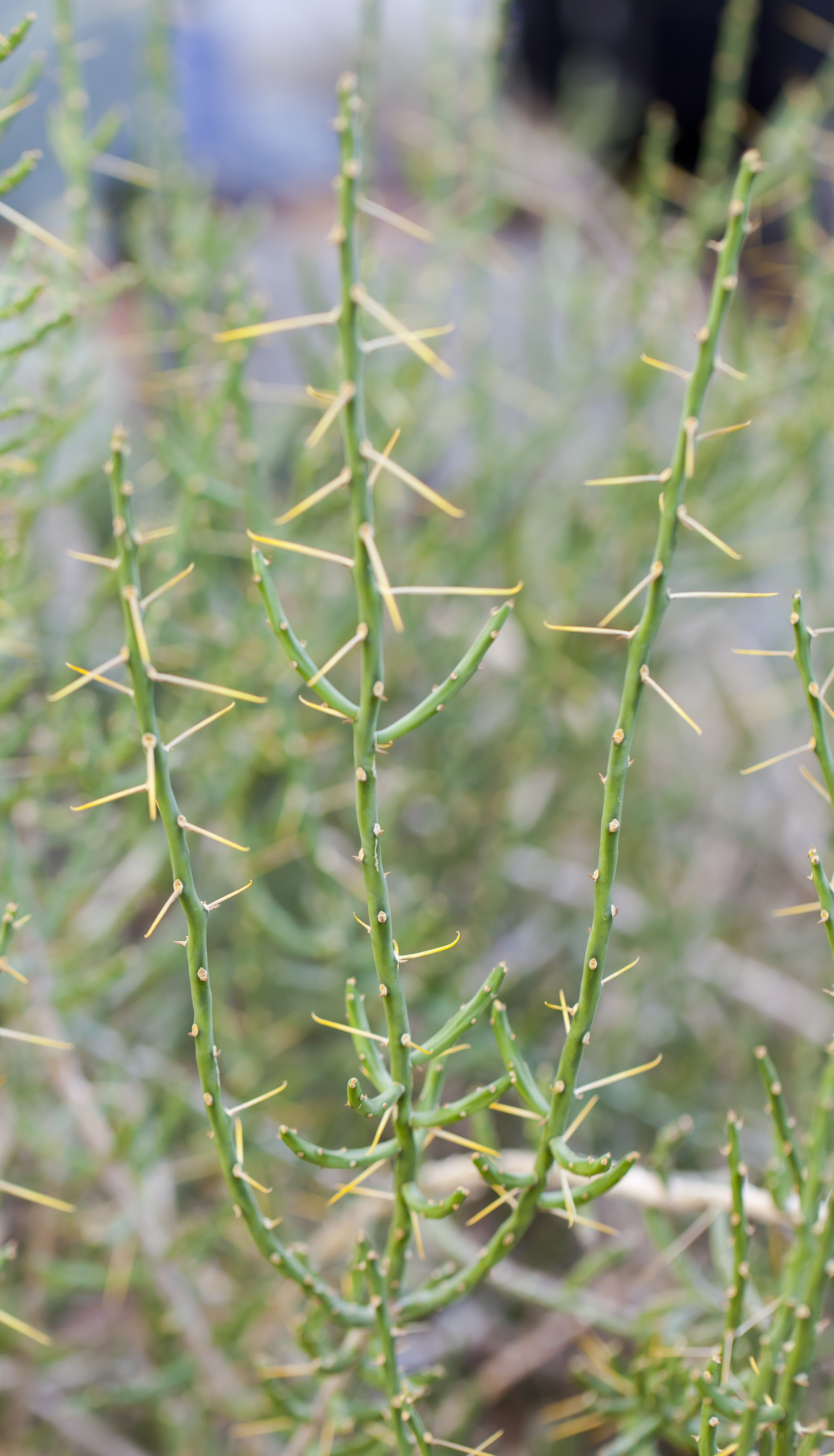
Detalle del tallo

Sobre los tallos se asientan areolas con lana muy corta, tienen forma elíptica y su color va de blanco a amarillo, aunque se vuelven grises con la edad. Poseen gloquidios de color amarillo a marrón rojizo y miden de 1 a 5 mm de largo. También suelen presentar hojas verdes en forma de punzón de hasta 1,2 cm de largo.
Las espinas generalmente son solitarias en las aréolas apicales de las ramas principales y en las areolas de las ramas viejas aparecen de 2 a 3. Están cubiertas por una vaina epidérmica estrechamente ajustada o suelta que parece de papel, y son de color gris a gris púrpura con las puntas de amarillas a marrón rojizas o amarillas en toda su extensión. Son redondeadas en sección transversal, aplanadas angularmente en la base, muy delgadas y flexibles. Pueden ser rectas o curvas, miden de 2 a 5 cm de largo y son de color marrón rojizo con cubiertas blancas o grises.

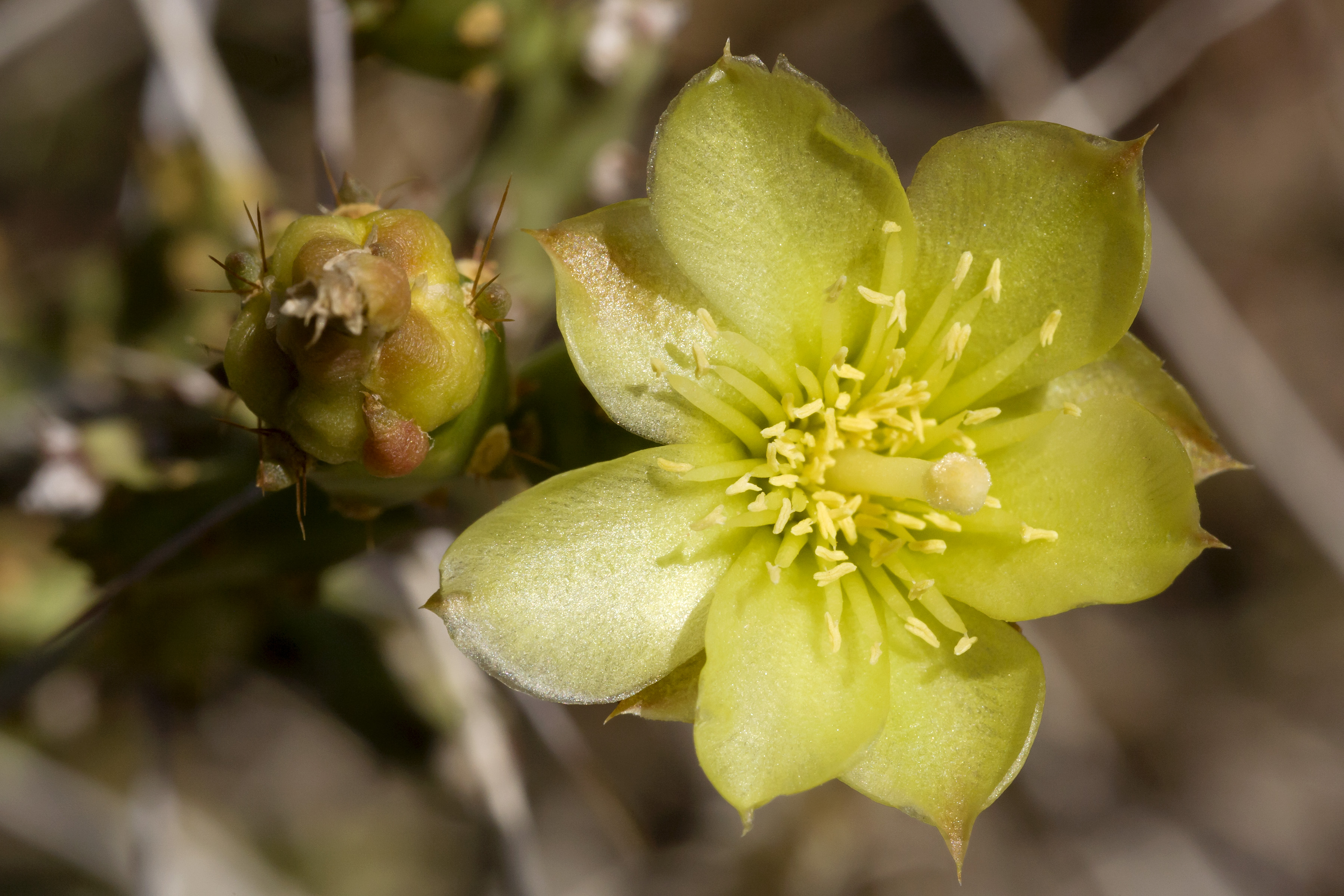
Detalle de la flor

Las flores son de color amarillento pálido o crema y se abren al final de la tarde. Miden de 1 a 2 cm de largo y hasta 2 cm de diámetro. Los estambres tienen los filamentos de color amarillo verdoso y las anteras amarillas. Los lóbulos del estigma son de color amarillo verdoso y el estilo amarillo. Florecen de primavera a principios de verano (marzo-agosto) o a veces en otoño (octubre).

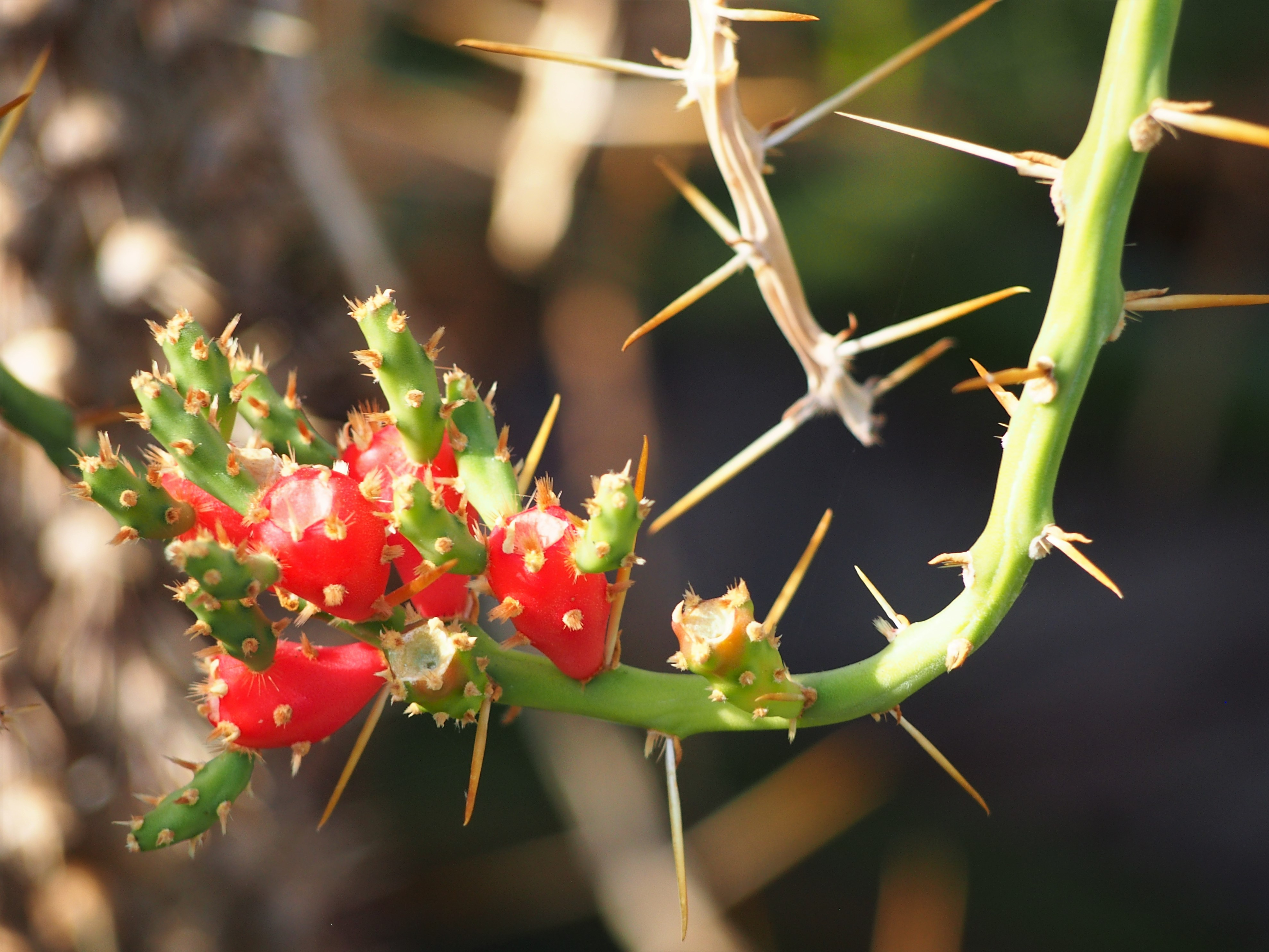
Detalle de los frutos

Los frutos son numerosos, pequeños y de forma globular a obovada o claviforme. Son de color verde, a veces con tinte púrpura y se vuelven rojos o raramente amarillentos en su madurez. Aparecen en cadenas de 2 a 3 frutos, miden de 0,9 a 2,7 cm de largo y de 0,6 a 1,2 cm de diámetro. Son ligeramente carnosos, con la piel lisa y con 16-20 aureolas sin espinas. Tienen el ápice hundido, llegando a medir de 2 a 4 mm de profundidad. En su interior contienen semillas comprimidas, deformadas y de 3 a 4 mm de ancho.

## Distribución y hábitat

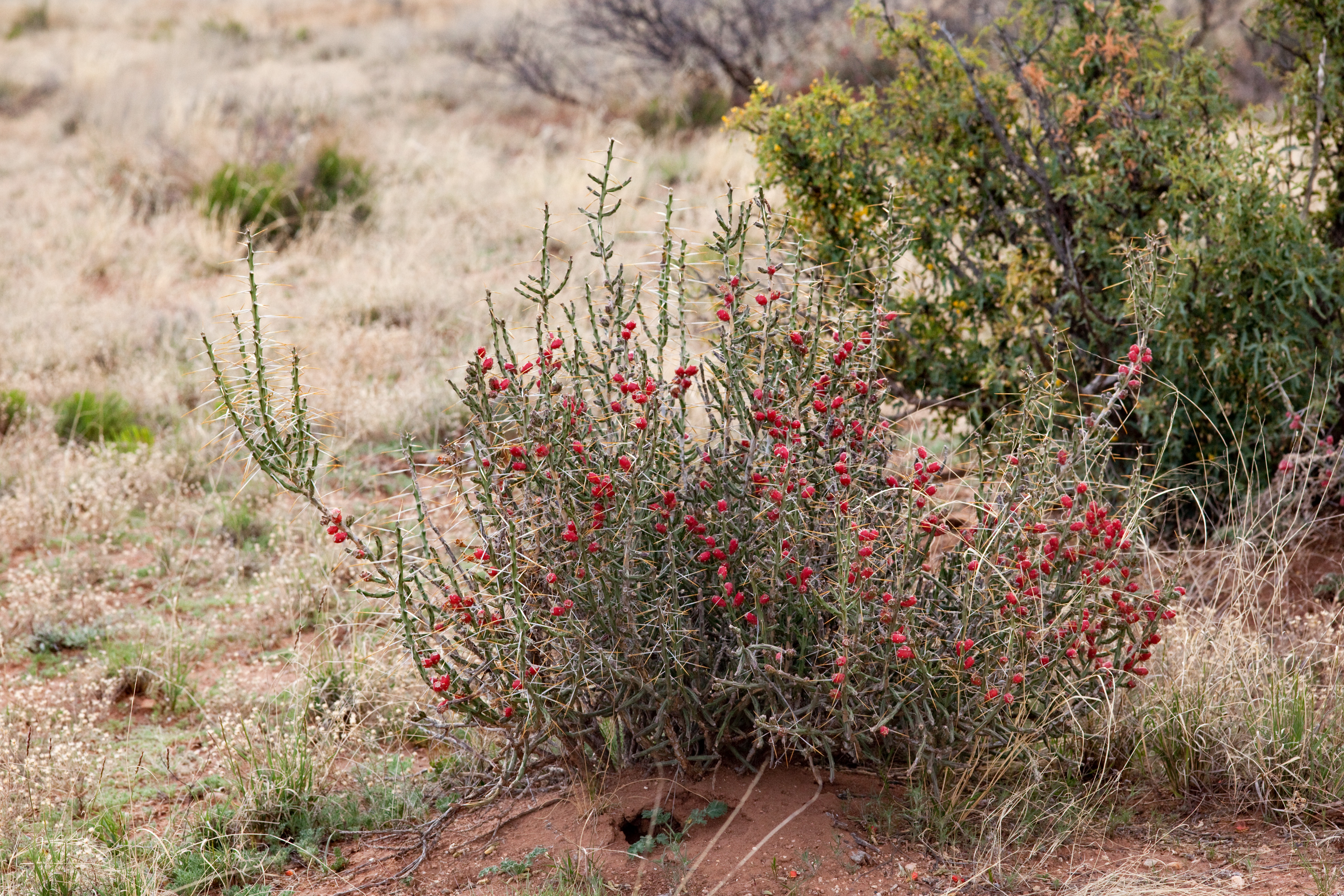
En su hábitat

El área de distribución nativa de esta especie abarca desde el sur de Estados Unidos (concretamente en los estados de Texas, Nuevo México, Arizona y Oklahoma) hasta México. Además ha sido introducida en España y en Sudáfrica, donde se le considera una especie invasora.
Crece principalmente en biomas desérticos o de matorrales secos, a elevaciones de 40 a 1500 metros sobre el nivel del mar.

### Carácter invasor en España

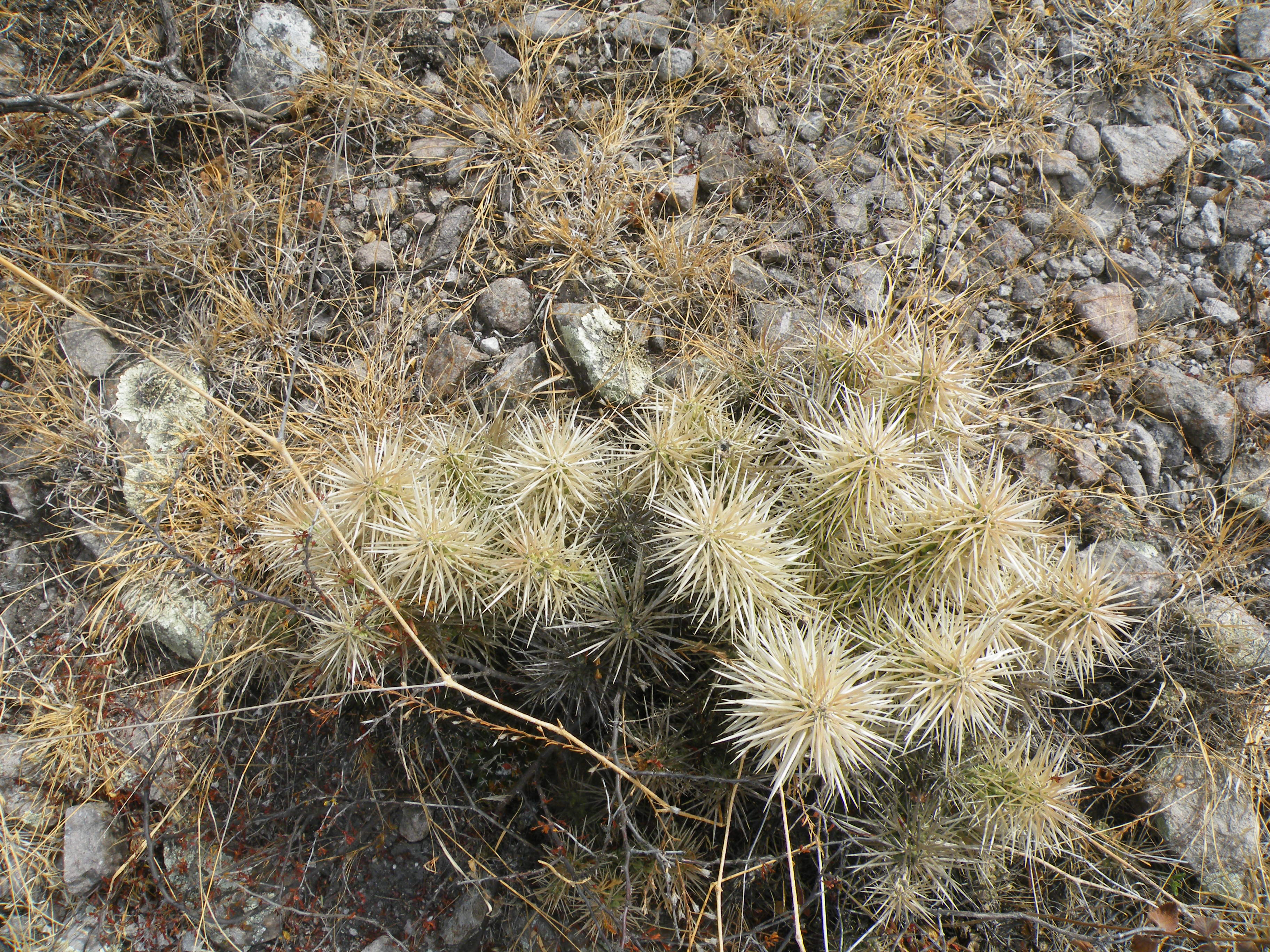
Porte de la planta

Debido a su potencial colonizador y constituir una amenaza grave para las especies autóctonas, los hábitats o los ecosistemas, todo el género Cylindropuntia ha sido incluido en el Catálogo Español de Especies Exóticas Invasoras, regulado por el Real Decreto 630/2013, de 2 de agosto, estando prohibida en España su introducción en el medio natural, posesión, transporte, tráfico y comercio.

## Taxonomía
La primera descripción de esta especie fue como Opuntia leptocaulis, publicada en 1828 por el botánico suizo Augustin-Pyrame de Candolle en la revista ilustrada Mémoires du Muséum d'Histoire Naturelle 17: 118.
Posteriormente, el botánico danés Frederik Marcus Knuth colocó la especie en el género Cylindropuntia, pasando a llamarse Cylindropuntia leptocaulis y anotando estos cambios en el libro Den Nye kaktusbog: 131 en el año 1930.
Etimología
- Cylindropuntia: nombre genérico formado por dos palabras: el sustantivo griego kýlindros (que significa 'cilindro') y el género Opuntia, (con el que el género tiene similitudes), haciendo referencia a la forma cilíndrica de los tallos de las plantas.
- leptocaulis: epíteto específico que deriva de las palabras griegas leptos (que significa 'delgado') y kaulon (que significa 'tronco'), haciendo referencia a las secciones delgadas de los tallos de la especie.[9]

Sinonimia
- Cylindropuntia brittonii (J.G.Ortega) Backeb. (1958)
- Cylindropuntia leptocaulis var. glauca Backeb. (1962)
- Cylindropuntia leptocaulis f. longispina (Engelm.) Guiggi (2018)
- Cylindropuntia leptocaulis var. longispina (Engelm.) F.M.Knuth (1936)
- Cylindropuntia mortolensis (Britton & Rose) F.M.Knuth (1936)
- Grusonia leptocaulis (DC.) G.D.Rowley (2006)
- Opuntia brittonii J.G.Ortega (1928)
- Opuntia fragilis var. frutescens Engelm. & A.Gray (1845)
- Opuntia frutescens Engelm. (1845)
- Opuntia frutescens var. brevispina Engelm. (1856)
- Opuntia frutescens var. longispina Engelm. (1856)
- Opuntia gracilis Pfeiff. (1837)
- Opuntia gracilis var. subpatens Salm-Dyck (1850)
- Opuntia leptocaulis DC. (1828)
- Opuntia leptocaulis var. badia A.Berger (1929)
- Opuntia leptocaulis var. brevispina (Engelm.) S.Watson (1878)
- Opuntia leptocaulis f. brevispina (Engelm.) Schelle (1926)
- Opuntia leptocaulis var. brittonii (J.G.Ortega) Bravo (1972)
- Opuntia leptocaulis var. longispina (Engelm.) A.Berger (1905)
- Opuntia leptocaulis f. longispina (Engelm.) Schelle (1907)
- Opuntia leptocaulis var. pluriseta A.Berger (1929)
- Opuntia leptocaulis var. robustior A.Berger (1929)
- Opuntia leptocaulis var. stipata J.M.Coult. (1896)
- Opuntia leptocaulis var. vaginata (Engelm.) S.Watson (1878)
- Opuntia leptocaulis f. vaginata (Engelm.) Schelle  (1926)
- Opuntia mortolensis Britton & Rose  (1919)
- Opuntia ramulifera Salm-Dyck  (1834)
- Opuntia stipata K.Schum.  (1898)
- Opuntia vaginata Engelm. (1848)
- Opuntia virgata Pfeiff. (1837)

## Estado de conservación
En la Lista Roja de Especies Amenazadas de la UICN, la especie está clasificada como de “Preocupación Menor (LC)”.
No se conocen amenazas importantes para la conservación de esta especie, ya que es bastante común y tiene un potencial reproductivo enorme, pudiendo reproducirse tanto sexualmente como asexualmente mediante fragmentos de tallos desprendidos y dispersados por el ganado.

## Usos
Se cultiva principalmente como planta ornamental y su propagación se realiza principalmente a través de esquejes.

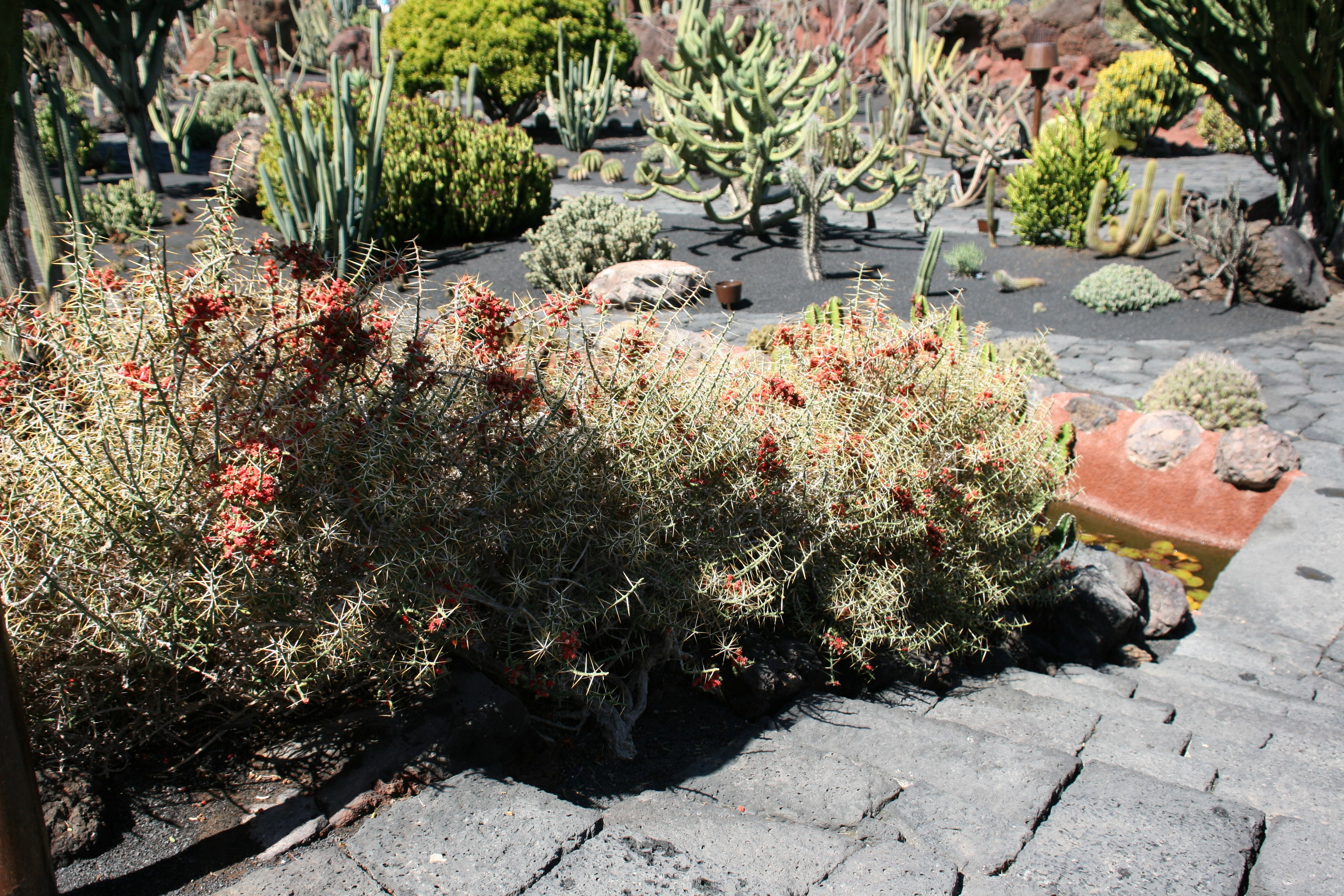
Planta en cultivo

Puede soportar temperaturas de hasta -2 °C, aunque es mejor no exponerlo a temperaturas inferiores a -0 °C. Necesita de un suelo con buen drenaje, puesto que es muy sensible a la podredumbre.

## Nombres comunes
Los nombres comunes de esta especie son: agujilla, alfilerillo, catalina, catalinaria, catalinia, cholla, cholla alfilerillo, confite, nopal con vaina, sibirito, tasajillo, tasajo y tesajo.